# Anomomorpha sordida
Anomomorpha sordida är en lavart som beskrevs av Staiger. Anomomorpha sordida ingår i släktet Anomomorpha och familjen Graphidaceae.   Inga underarter finns listade i Catalogue of Life.